# 咪咪見聞錄
《咪咪見聞錄》（英語：The Voyage of the Mimi）是一部美國教育電視節目，於PBS播出，由班克街教育學院於1984年創作。內容講述咪咪號（Mimi）的船員探索海洋並普查座头鲸。以有趣和互動的方式向中學生教導數學和科學知識，其中每一節課都與真實的世界應用。
該節目還以VHS和LaserDisc發行。2014年8月，透過iTunes U發行數位格式。

## 外部連結
- 互联网电影数据库（IMDb）上《咪咪見聞錄》的资料（英文）